# Salsa madeira

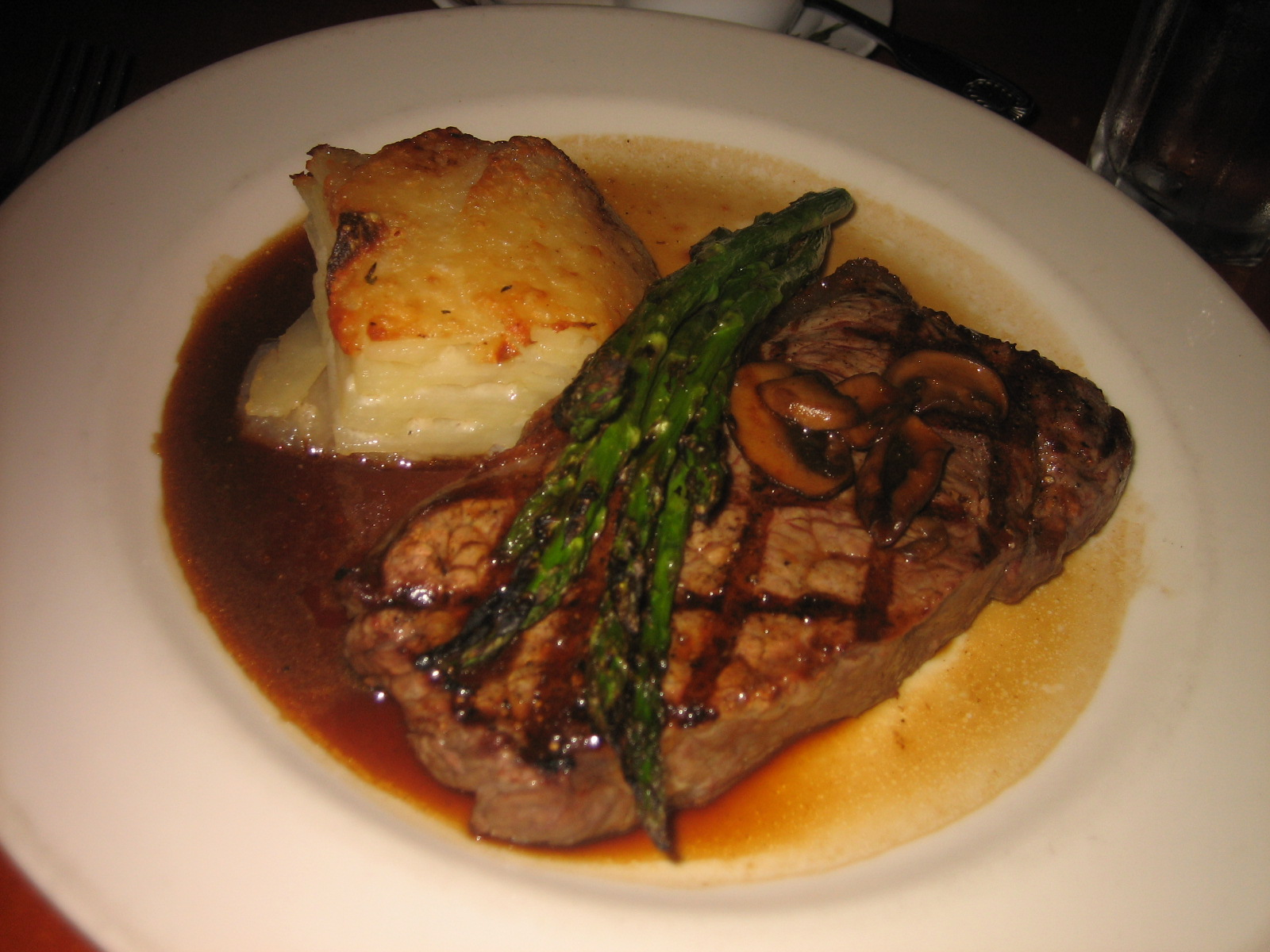
Carne con salsa madeira, acompañada con papas gratinadas y espárragos

La salsa madeira es una salsa elaborada a base de madeira, echalotes y mantequilla. Se utiliza para acompañar lengua de res, jamón cocido, riñones, carne de caza y carnes, asadas o cocidas en caldo.

## Historia
En 1903, se sirvió un jamón de York con salsa madeira en un banquete ofrecido por el Príncipe Alberto I de Bélgica. Siete años después, en Bélgica, se ofrece una salsa madeira como acompañamiento de un solomillo de manzana del castillo, durante un almuerzo servido a los miembros de un congreso médico. En la década de 1950, la lengua de ternera madeira estaba en el menú de todos los banquetes de boda.

## Descripción
Los ingredientes utilizados para preparar esta salsa además de Madeira, son champiñones pequeños, echalotes, caldo, harina, mantequilla, hierbas (perejil, perifollo, estragón, cebollín), un ramillete de hierbas, sal y pimienta.
Es una salsa muy popular en la gastronomía belga, donde acompaña la lengua de ternera, cordero o cerdo. El uso de hongos silvestres la hace perfecta para acompañar carnes salvajes. Combina perfectamente con riñones y carnes cocinadas en caldo. En Quebec, donde es muy popular, existe un club de carne con salsa madeira.